# Magaramkentsky (huyện)
Huyện Magaramkentsky (tiếng Nga: ? райо́н) là một huyện hành chính tự quản (raion), của Dagestan, Nga. Huyện có diện tích 641 km², dân số thời điểm ngày 1 tháng 1 năm 2000 là 47400 người. Trung tâm của huyện đóng ở Magaramkent.